# Wild Side (canción de Mötley Crüe)
«Wild Side» es una canción de la banda estadounidense de heavy metal Mötley Crüe, lanzada como un sencillo de su quinto álbum de 1987 Girls, Girls, Girls.

## Composición
Nikki Sixx describe "Wild Side", como más compleja en comparación con algunas de las canciones más simples del álbum. "Wild Side" es una de las pocas canciones de Mötley Crüe en que cambia el tiempo en el compás.
Nikki Sixx había escrito la canción durante la parte más peligrosa de su adicción a la heroína. Mencionó esto en The Heroin Diaries: A Year in the Life of a Shattered Rockstar.
El tempo de la canción es de 118 beats y el riff principal utiliza una progresión de acordes de séptima menor, SUS D y Re menor, en una guitarra con distorsión.
El compás de la canción es un elemento básico de compás 4.4. En la introducción se pasa de 4/4 a 2/4. El coro de los cambios de compás es de 4/4 a 2/4 en el estribillo. Para el verso del compás  es 4/4 que utiliza acordes de la energía A5, D5, G5, y C5. En el coro, para la lírica, "Take a ride on the", el compás cambia a 2/4. Para el puente y outro, el compás cambia a 12/8, que utiliza acordes de la energía C5, A5 y D5.

## Interpretaciones en vivo
La canción ha sido un elemento básico en los conciertos y no se ha quedado fuera de la lista de canciones desde su lanzamiento. Por lo general, acompañado de una enorme cantidad de pirotecnia, y siempre complacen multitudes. El video de esta canción fue grabada en Indianápolis, Indiana el sábado, 18 de julio de 1987 en el Market Square Arena. El video contenía imágenes del baterista Tommy Lee girando en la jaula del tambor.

## En otros medios
- Aparece en Like Father Like Son.
- Aparece en  la película RockStar.
- Aparece en Friday Night Lights.
- Aparece en un episodio de la revisión de The Office.
- Aparece en el videojuego del contenido descargarble Grand Theft Auto: Episodes from Liberty City.
- Aparece en el documental Dale sobre Dale Earnhardt.
- Mötley Crüe interpretó la canción en 1998, en un episodio de WWF Raw is War, junto con el stable D-Generation X.